# Ovako
Ovako AB är ett japanskägt svenskt stål- och återvinningsföretag som tillverkar komponentstål till kunder främst inom kullager-, transport- och tillverkningsindustrin. Produktionen baseras på 97 % återvunnet stålskrot.
Huvudkontoret ligger i Stockholm. I Sverige finns produktion i Hofors, Hällefors, Smedjebacken, Boxholm och Hallstahammar. I Finland finns ett stålverk i Imatra. Anläggningar för vidareförädling finns dessutom i Redon i Frankrike och Molinella i Italien. 
Antalet anställda var ca 2900 för räkenskapsåret 2023. Verksamheten delas in i tre affärsområden: Hofors-Hällefors, Imatra och Smedjebacken-Boxholm.
VD och koncernchef är Marcus Hedblom och styrelsens ordförande är Katsuhiro Miyamoto från Sanyo Special Steel.

## Verksamhet
Ovako utvecklar och tillverkar i huvudsak låglegerat stål i form av stänger, rör, ringar och förkomponenter. Produkterna är ofta avsedda för krävande tillämpningar som kullager, hydraulcylindrar och bergborrar. Allt stål görs av återvunnet stålskrot som sedan förfinas och görs om till bland annat varm- eller kallvalsade stänger med olika profiler och vidarebearbetningar. 

## Historik
Ovako har sina rötter i järnbruk som grundades i Sverige (inklusive nuvarande Finland) på 1600- och 1700-talen i bland annat Hofors, Boxholm, Hällefors och Fiskars. 

### Tidigare 1900-talet
Redan i början av 1900-talet producerades kullagerstål i Sverige. År 1916 köpte SKF Hofors bruk och 1958 Hellefors Bruk. År 1935 började också stål produceras i Imatra i Finland.

### 1960- och 1970-talen
Stålindustrin utvecklades, och ny teknik möjliggjorde snabbare produktion av stål av högre kvalitet. Föregångarna till det som idag är Ovako började gradvis rikta in produktionen mot specialstål. Under samma tid levererade stålverken i Smedjebacken, Hofors och Imatra allt mer stål till bil- och verkstadsindustrin.
År 1969 bildade de finska stålföretagen Oy Vuoksenniska Ab från Imatra och Oy Fiskars Ab det gemensamägda Ovako. År 1972 gick Wärtsilä in som delägare i företaget.

### 1980- och 1990-talen
År 1981 slogs Smedjebackens Walsverk och Boxholms AB ihop till företaget Smedjebacken-Boxholm Stål AB. År 1988 köptes företaget upp av Welbond, som senare bytte namn till Fundia. 
År 1986 bildades Ovako Steel genom sammanslagningen av SKF Steel och Ovako. År 1991 blev SKF ensamägare av Ovako Steel, medan verksamheten i Imatra fortsatte under namnet Imatra Steel. Samma år köptes Fundia upp av Rautaruukki Oy och Norsk Jern Holding A/S.

### 2000- och 2010-talen
År 2005 bildades det nuvarande Ovako genom sammanslagning av Fundia, Ovako Steel och Imatra Steel. Dessa tre bolag ägdes av Rautaruukki, SKF respektive Wärtsilä. I juli 2006 såldes Ovako till Hombergh Holdings, WP de Pundert Ventures och Pampus Industrie Beteiligungen GmbH. I augusti 2007 blev det senare bolaget ensam ägare. Efter en svår kris i bolaget under 2009–2010 framtvingades en försäljning av bolaget. I september 2010 blev det Jerseybaserade riskkapitalbolaget Triton ny ägare till Ovako. Valstråddivisionen, som i samband med försäljningen av Ovako till Triton fick byta namn (till FNsteel), ingick dock inte i köpet. 
Hösten 2015 lanserades ett omstruktureringsprogram kopplat till förväntat minskad efterfrågan. Det innebar bland annat att vidareförädlingsenheten i Forsbacka och distributionscentret i Turengi lades ned. 
År 2018 köptes Ovako av Nippon Steel i Japan.

### 2022
Från den första januari 2022 koldioxidkompenserar företaget för alla sina scope 1 och scope 2-utsläpp och är därmed världens första koldioxidneutrala stålproducent. Man har redan sänkt sina CO2-utsläpp med 58 % sedan basåret 2015. 

### 2023
Den 5e september 2023 invigdes Ovakos anläggning för produktion av fossilfri vätgas i Hofors. I och med detta är Ovako först i världen med att värma stål inför valsning med fossilfri vätgas vilket minskar utsläppen från detta produktionssteg till nära noll, med endast vatten som biprodukt.  Med på invigningen var Sveriges statsminister Ulf Kristersson.